# Перепечино (Вологодская область)
Перепечино — деревня в Харовском районе Вологодской области около впадения Пухманги в Кубену.
Входит в состав Харовского сельского поселения, с точки зрения административно-территориального деления — в Харовский сельсовет.
Расстояние до районного центра Харовска по автодороге — 5,5 км. Ближайшие населённые пункты — Кузовлево, Сидорово, Мятнево, Тимониха.
По переписи 2002 года население — 12 человек.